# Barrême
Barrême – miejscowość i gmina we Francji, w regionie Prowansja-Alpy-Lazurowe Wybrzeże, w departamencie Alpy Górnej Prowansji.

## Demografia
Według danych na rok 1990 gminę zamieszkiwały 473 osoby, a gęstość zaludnienia wynosiła 13 osób/km². W styczniu 2015 r. Barrême zamieszkiwały 462 osoby, przy gęstości zaludnienia wynoszącej 12,7 osób/km².